# Cypher
Pour les articles homonymes, voir Cipher.
Pour plus de détails, voir Fiche technique et Distribution.
Cypher est un film canado-américain de science-fiction de Vincenzo Natali sorti en 2003.

## Synopsis
Morgan Sullivan postule à Digicorp, une entreprise spécialisée dans l'espionnage industriel. Il est recruté par Finster, le chef de la sécurité de l'entreprise. Afin de mener sa vie d'espion, il doit inventer une nouvelle personnalité pour l'identité qui vient de lui être donnée : Jack Thursby. Un personnage dont les préférences sont aux antipodes de l'actuel.
Ses premières missions consistent à se rendre à des conférences, pour activer un émetteur lors des présentations. Sa nouvelle personnalité commence à prendre le dessus, il souffre d'étranges maux de tête de plus en plus puissants. Au cours d'une des conférences, il fait la connaissance de Rita. Celle-ci lui remet des pilules qui font disparaitre ses maux de tête et ses cauchemars. 
Elle provoque une rencontre à une conférence suivante, où elle lui remet un antidote. Lors des présentations, tous les participants s'avèrent être des espions travaillant pour Digicorp. Tous drogués par l'eau des fontaines d'eau fraîche sauf Morgan qui a bu l'antidote, ils subissent un lavage de cerveau qui visent à les persuader qu'ils sont réellement leur identité d'espion. Morgan joue le jeu, et fait croire à Digicorp qu'il se prend en permanence pour Jack Thursby.
Il se retrouve alors installé dans une nouvelle maison, avec une nouvelle femme. Il postule chez Sunway Systems, mais échoue aux tests organisés par Callaway, le chef de la sécurité de l'entreprise, qui visent à détecter les espions. Callaway lui explique alors qu'il travaille avec Sebastian Rooks, dont Rita est une employée, et lui propose d'être un agent double : donner de fausses informations via sa femme à Digicorp. Morgan accepte.
Après quelque temps, déçu par la tournure de sa vie, il recontacte Rita. Elle lui propose de travailler pour Sebastian Rooks. Il accepte, en échange d'une nouvelle identité qui le mettra à l'abri des deux entreprises. Il continue son travail d'agent double, jusqu'à être chargé d'un transfert de donnée depuis le « coffre fort » de Sunway Systems : un entrepôt de données hors-ligne. Alors, Rita entre à nouveau en contact avec lui pour lui confier sa mission :  copier un fichier dans le coffre fort, puis supprimer l'original. Il rencontre peu après Finster, qui lui révèle qu'il travaille également pour Sebastian Rooks, et que sa véritable mission depuis son embauche chez Digicorp était de voler le fichier. Cependant, Finster est resté fidèle à Digicorp, et souhaite doubler Rooks en se faisant remettre le fichier volé.
Morgan réussit à voler le fichier, et juste avant de rencontrer Rooks, il informe Finster de sa localisation. Il comprend peu après qu'il est lui-même Rooks, et qu'il s'est administré lui-même le lavage de cerveau pour se persuader être Morgan. Il s'enfuit alors avec Rita. Finster et ses hommes arrivent, suivis par Callaway et ses hommes. Finster comprend que Morgan et Rooks sont une même personne. Rooks tue tous les poursuivants.
Rooks se retrouve sur un voilier avec Rita, son amante. Le contenu du fichier volé est enfin révélé : un ordre d'assassinat ciblant Rita.

## Fiche technique
- Titre : Cypher
- Titre préliminaire : Company Man
- Réalisateur : Vincenzo Natali
- Scénariste : Brian King
- Producteurs : Wendy Grean et Paul Federbush
- Production : Pandora Film, États-Unis
- Distribution : Metropolitan FilmExport, France
- Compositeur : Michael Andrews
- Directeur de la photographie : Derek Rogers
- Costumière : Tamara Winston
- Effets spéciaux : Bob Munroe
- Chef décoratrice : Jasna Stefanovic
- Chef monteur : Bert Kish
- Pays : États-Unis
- Genre : Science-fiction, thriller et espionnage
- Durée : 95 minutes
- Date de sortie : 
  - France : 26 mars 2003
  - États-Unis : non sorti en salles, sorti directement en vidéo le 2 août 2005
- Durée : 95 minutes

## Distribution
Légende : VF : voix françaises
- Jeremy Northam (VF : Bernard Lanneau) : Morgan Sullivan / Jack Thursby / Sebastian Rooks
- Lucy Liu (VF : Laëtitia Godès) : Rita Foster
- Nigel Bennett (VF : Féodor Atkine) : Finster
- Timothy Webber (VF : Bernard Métraux) : Callaway
- David Hewlett (VF : Daniel Lafourcade) : Virgil C. Dunn
- Kari Matchett (VF  : Martine Irzenski) : Diane Thursby
- Kristina Nicoll (VF : Tania Torrens) : Amy Sullivan

## Récompenses
- Festival international du film de Catalogne (Catalogne) 2002 : meilleur acteur pour Jeremy Northam.
- Festival international du film fantastique de Bruxelles 2003 : Corbeau d'or.
- Fantasporto 2003 : prix spécial du jury pour Vincenzo Natali, meilleur acteur pour Jeremy Northam et meilleurs effets spéciaux pour Bret Culp et Bob Munroe.